# Río Yalde
El río Yalde es un curso de agua del interior de la península ibérica, afluente del Najerilla. Discurre por la comunidad autónoma española de La Rioja.

## Descripción
Discurre por la comunidad autónoma de La Rioja. El curso del río, que atraviesa los municipios de Castroviejo, Santa Coloma, Bezares, Manjarrés, Alesón, Huércanos y Uruñuela, termina desembocando en el Najerilla. Aparece descrito en el decimosexto volumen del Diccionario geográfico-estadístico-histórico de España y sus posesiones de Ultramar de Pascual Madoz de la siguiente manera:

YALDE, llamado tambien GUIYALDE: r. en la prov. de Logroño, part. jud. de Nájera: nace en el monte llamado Moncalbillo, jurisd. de Castroviejo; corre por los térm. de Sta. Coloma, Bezares, Manjarres, Aleson, Huércanos, Uruñuela y Somalo, y desagua en Montalvo en el r. Najerilla: por la der. fertiliza algunas tierras de Sta. Coloma, Manjarres: Aleson, Huércanos y Uruñuela, aunque estas dos últimas en verano con escasez; y por la izq. se riegan algunas de Bezares, las Arenzanas, Tricio y Nájera; su curso, aunque no es muy caudaloso, no obstante por lo general es de una cantidad regular, suficiente para atender á las principales necesidades de la agricultura y aun de la ind., que consiste en algun molino harinero.
(Madoz, 1850, p. 426)

Perteneciente a la cuenca hidrográfica del Ebro, sus aguas acaban vertidas en el mar Mediterráneo.